# سسیلیا برکهوس
سسیلیا برکهوس (نروژی: Cecilia Brækhus؛ زادهٔ ۲۸ سپتامبر ۱۹۸۱) بوکسور اهل نروژ است.